# 勞玭
勞玭（1430年—？），字汝明，浙江嘉興府崇德縣人，明朝政治人物。進士出身。

## 生平
景泰七年（1456年）丙子科浙江鄉試第八十三名。成化二年（1466年）丙戌科會試第二百九十六名，殿試登進士第二甲第七十一名。

## 家族
曾祖勞均讓，祖父勞彥綱，父勞庭芳。